# オーストラリア・エコ作文コンテスト
オーストラリア・エコ作文コンテスト（オーストラリア・エコさくぶんコンテスト）とは、2005年日本国際博覧会に関連した出来事の系列の事である。
カンタス航空/オーストラリア航空 日本支社が愛知万博オーストラリア館のスポンサーシップを記念して開催されたものである。
同作文コンテストは、愛知万博のテーマである「自然の叡智」を強く訴求するオーストラリア館、ならびにオーストラリアの自然環境と今後の地球環境についてより多くの学生に関心をもってもらうことを目的に実施された。